# Kevin S. Tenney
Kevin S. Tenney (Honolulu, 16 ottobre 1955) è un regista, produttore televisivo e sceneggiatore statunitense, vincitore del premio Emmy, meglio noto per aver diretto i classici horror del culto come Spiritika e La notte dei demoni.

## Filmografia
- Spiritika (Witchboard) (1986)
- La notte dei demoni (Night of the Demons) (1988)
- Witchtrap (1989)[2][3][4]
- The Cellar (1989)
- Peacemaker (1990)
- Spiritika 2 - Il gioco del diavolo (Witchboard 2: The Devil's Doorway) (1993)
- Bad Pinocchio (Pinocchio's Revenge) (1996)
- Demolition University (1997)
- The Second Arrival (1998)
- Tick Tock (2000)
- Endangered Species (2003)
- Brain Dead (2007)
- Bigfoot (2009)